# 黃謀宏
黃謀宏（1963年1月—），汉族，湖北江陵人，中華人民共和國政治人物。中國共產黨黨員。中共湖北省委党校行政管理专业研究生学历。現任湖北省商务厅党组成员、副厅长。

## 生平
1979年7月参加工作，1982年5月加入中国共产党。黄谋宏历任海军飞行学院二团教员、司令部参谋、政治处干事；江陵县广播电视局办公室主任；江陵县电视台台长、党支部书记；荆州区广播电视局局长、党总支书记；荆州市广播电视局副局长、电视台台长；荆州市广播电视局局长、党委书记；松滋市委书记、市人大常委会主任；荆州市副市长；江汉石油管理局副局长（挂职一年）；湖北省招投标工作管理委员会办公室（省招投标监督管理局）副主任（副局长）、党组成员。
2010年10月，黄谋宏任湖北省商务厅党组成员、副厅长，分管综合处、法规处、内贸处、机关党委、老干处、企管办。
2020年1月，中國大陸暴发2019冠狀病毒病疫情之後，中國大陸的網路上傳聞黃謀宏被感染。1月24日，湖北省商務廳確認黃謀宏感染了新型冠狀病毒肺炎，正在接受治療，其密切接觸者遭到隔離。